# حلاق الرئيس
حلاق الرئيس (بالكورية: 효자동 이발사)‏ هو فيلم كوميدي درامي كوري جنوبي صدر عام 2004، من إخراج إم تشان سانغ.

## القصة
تدور القصة حول حلاق وزوجته وابنهما الوحيد خلال أربع عقود مضطربة في التاريخ الكوري. يُعين حلاقاً للرئيس بارك تشونغ هي.

## الممثلون
- سونغ كانغ هو في دور الحلاق
- مون سو ري في دور زوجة الحلاق
- اوه دال سو في دور السيد أهن

## روابط خارجية
- حلاق الرئيس على موقع IMDb (الإنجليزية)
- حلاق الرئيس على موقع روتن توميتوز (الإنجليزية)
- حلاق الرئيس على موقع نتفليكس (الإنجليزية)
- حلاق الرئيس على موقع ألو سيني (الفرنسية)
- حلاق الرئيس على موقع Turner Classic Movies (الإنجليزية)
- حلاق الرئيس على موقع أول موفي (الإنجليزية)
- حلاق الرئيس على موقع فيلمافينيتي (الإسبانية)
- حلاق الرئيس على موقع قاعدة بيانات الفيلم (الإنجليزية)
- حلاق الرئيس على موقع ليتربوكسد (الإنجليزية)
- حلاق الرئيس على موقع كينوبويسك (الروسية)